# 神棚 (神道)

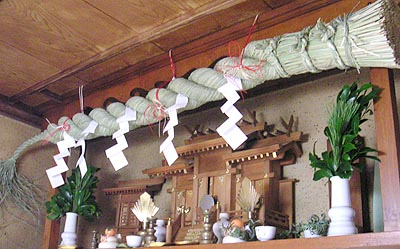
一座饰有注連繩及纸垂的神棚

神棚（日语：神棚）是日本室内摆放的神龕，用于祭祀神道教中的神。
神棚通常置于墙上高处，伴有一系列与神道教仪式相关的物品，其中最为常见的是御神體——一种为神明降附的物件，神拥有了形态后即可接受祭拜。神棚内奉祀的神体通常为小圆镜，也可以是勾玉、珠宝或其他具有象征性意义的物品。神体内的神明则通常是当地神庙的神，或是与房主职业有关的神明。神明的一部分（分靈）经由请神获取而来。
祭祀时需要在神棚前呈上食物（米饭、水果和水）及花朵。仪式之前，家庭成员需要先洗手或嘴。 
部分传统日本武术道场中也设有神棚。

## 购买及打理神棚
家用神棚通常用来祭祀御札，即一种符咒。神棚和御札均可在大型神社中請购。御札本身在装入香袋后也可放置在柜台或显眼处。但当其用于在神棚内祭祀时，必须遵循几条规则以确保安放正确：
首先，神棚不可设在地面上或与视线高度一致的地方，其必须居于正常人视线水平以上。其次，神棚不可设置装在入口处，它必须固定在人不会穿过的区域。当神棚放有御札时，风俗上祈祷者需在移除御札的保护袋后于神棚前供水、酒或是食物，并定时更换。供水需以名为水玉的水滴状小容器盛載。以上规则适用于家用神棚及武术道场内的神棚。
御札需在每年年底前更换，而神棚则可一直保留到房屋废弃为止。

## 分類
1.宮型：可以分為神明型和片屋根型。
2.門戶數：可以分為一社造、三社造及五社造，以及極少數的七社造。

## 示例

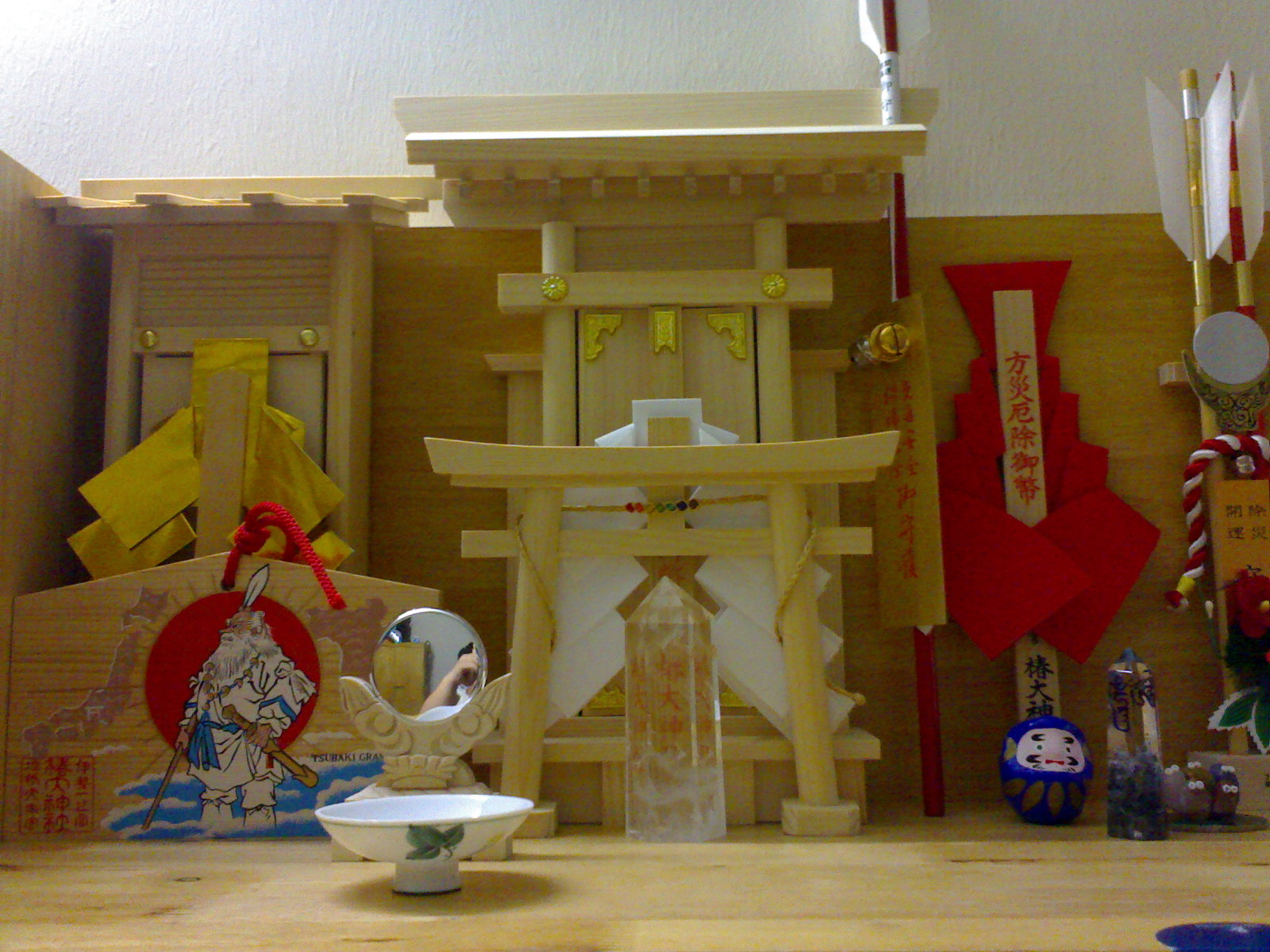
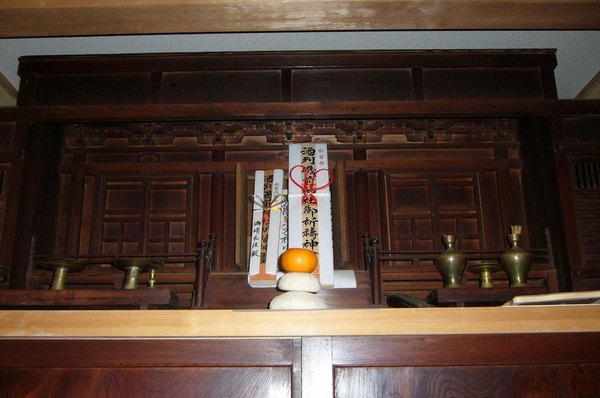
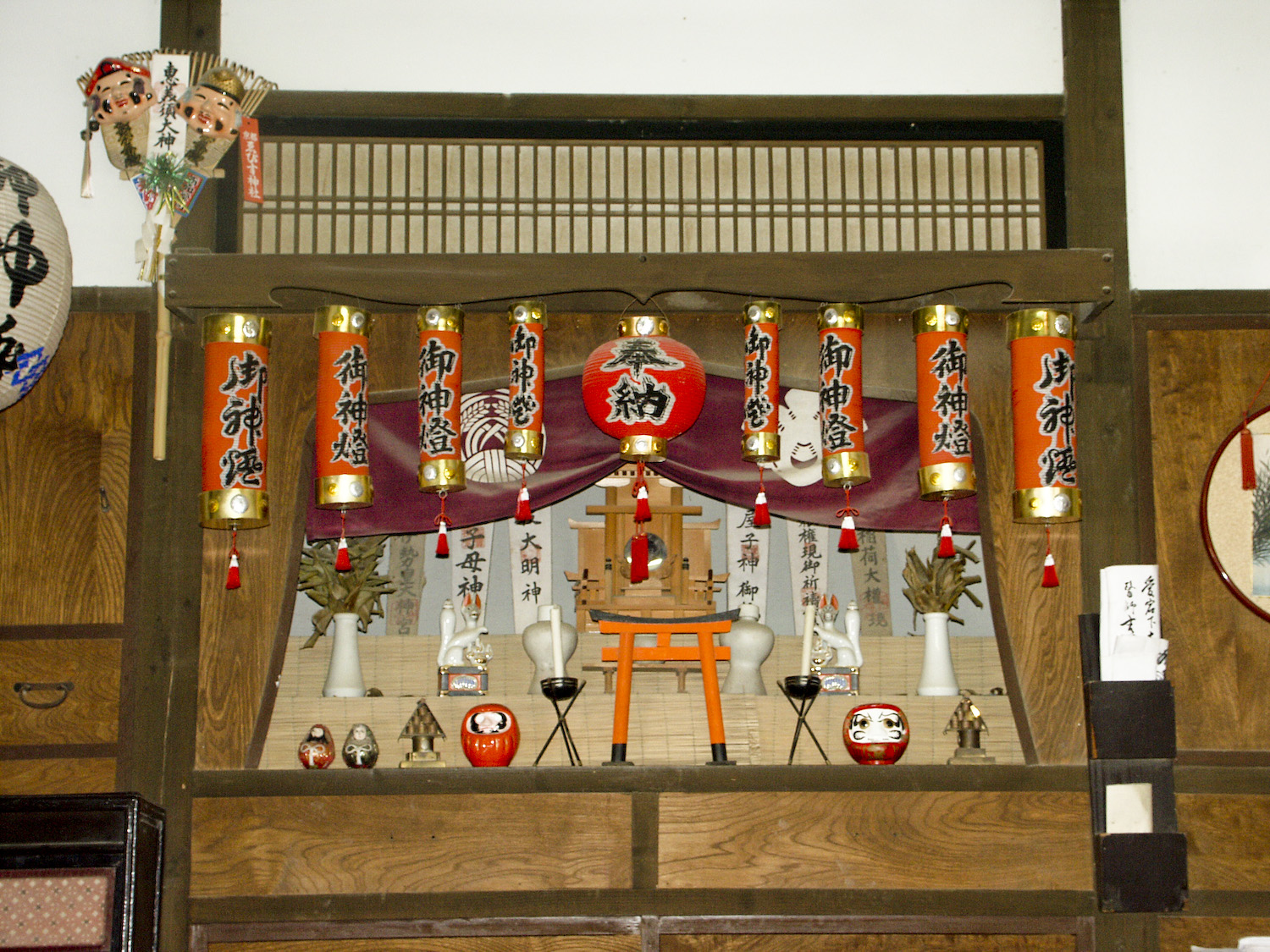
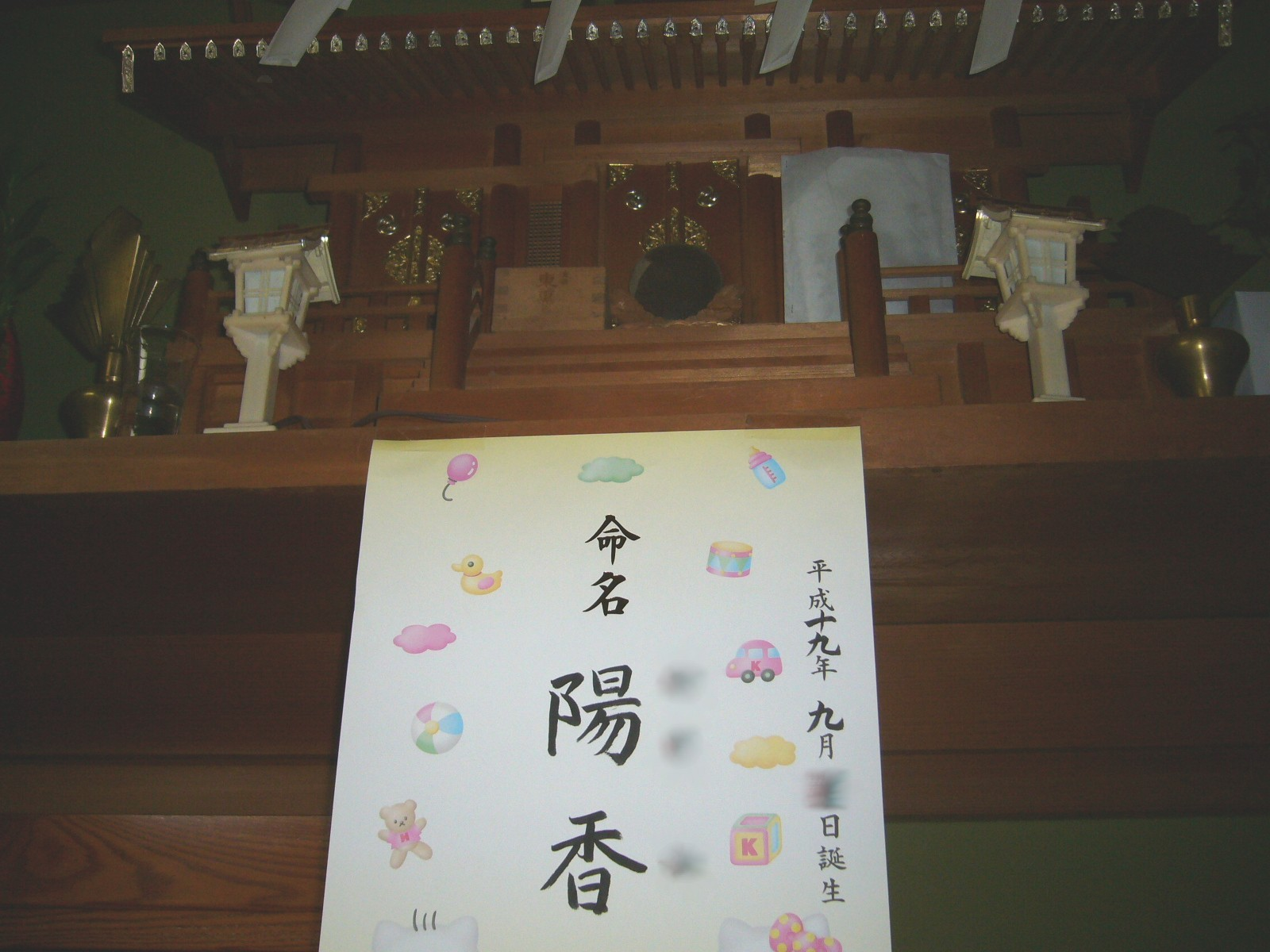

## 脚注
1. ↑  神社也供奉神体，但也可以使用通常不会出现在神棚内的物品来祭祀，如例如剑、雕塑或马刺等。